# Драма (фильм)
«Драма» — короткометражный телевизионный художественный фильм режиссёра Германа Ливанова по одноимённому рассказу Антона Павловича Чехова.

## Сюжет
Павел Васильевич, известный литератор, был в предвкушении желанного отдыха на даче, но, к его неудовольствию, отъезд неожиданно был задержан появлением странной дамы, отрекомендовавшейся его знакомой Мурашкиной.
Мурашкина входит в комнату и слёзно умоляет Павла Васильевича уделить ей полчаса, чтобы затем высказать своё мнение о написанной ею новой драме «О чём пели соловьи?».
Нудное чтение продолжалось так долго, что обезумевший писатель с криком: «Вяжите меня», — ударил незадачливую чтицу по голове тяжёлым пресс-папье.
Суд присяжных оправдал его.

## В ролях
- Фаина Раневская — Мурашкина, писательница
- Борис Тенин — Павел Васильевич, известный писатель

## Съёмочная группа
- Автор сценария: Герман Ливанов по рассказу А. П. Чехова
- Режиссёр: Герман Ливанов
- Оператор: Марк Волынец
- Звукооператор: В. Нактинас
- Монтажёр: А. Соболева
- Комбинированные съёмки: Л. Акимов
- Ассистент режиссёра: Л. Недзельская
- Директор картины: В. Шафран

## О фильме
Фаина Раневская, исполнительница роли Мурашкиной, произносит в три раза больше текста, чем написано у автора. Этот дополнительный текст-стилизацию под графоманское сочинение она написала сама. Александр Белинский написал об этой постановке и роли в ней Раневской:

Фаина Георгиевна «дописала» Чехова, вернее, само графоманское сочинение вздорной Мурашкиной. Поставив «Драму» вместе со своим постоянным партнёром Осипом Наумовичем Абдуловым, она решила показать свой дерзкий опыт самой Книппер-Чеховой. Ольга Леонардовна трепетно относилась ко всему, что касается искажения текста Антона Павловича, и привела на просмотр Василия Ивановича Качалова. И вот перед этими двумя великими зрителями, трепеща, начали играть Раневская и Абдулов свой концертный номер. Через минуту Раневская взглянула в зрительный зал. Она не увидела ни Книппер, ни Качалова. Оба, свалившись со стульев в буквальном смысле слова, стонали от хохота.